# Антрім (графство)
Антрім (англ. Antrim, ірл. Aontroim) — графство на півночі Ірландії.

## Адміністративний поділ
Входить до складу провінції Ольстер на території Північної Ірландії. Столиця — Антрім.

## Географія
Графство розташоване на базальтовому плато висотою до 554 метрів. Абразивні арки, гроти, шестигранні колони висотою до 6 метрів (так званий Шлях гігантів (англ. Giant's Causeway), який за легендою був побудований, щоб гіганти не могли пройти між Ірландією і Шотландією).